# Merodoras nheco
Merodoras nheco is een straalvinnige vissensoort uit de familie van de doornmeervallen (Doradidae). De wetenschappelijke naam van de soort is voor het eerst geldig gepubliceerd in 2007 door Higuchi, Birindelli, Sousa & Britski.